# 劉英 (洪武)
劉英（？—？），北平宝坻人，明朝政治人物。

## 生平
明太祖洪武年间辟举为官，后授为繁峙知县。洪武二十七年，以“抗疏言事”的原因被罢官，因繁峙百姓纷纷向朝廷请愿而得以复任。明太祖评价其“安有得民如此，而为纰政者哉？”并令礼部书写其事迹晓示天下。期满后，改任云阳知县。繁峙百姓为其祭祀，清朝乾隆年间仍有记载。